# Гиперсенситивный пищевод
Гиперсенситивный пищевод (англ. reflux hypersensitivity, RH) — заболевание пищевода. Согласно Римским критериям IV пересмотра (2016 г.), гиперсенситивный пищевод — это комплекс симптомов, включающий изжогу и боль за грудиной, возникающих как реакция на физиологические (нормальные) гастроэзофагеальные рефлюксы при отсутствии патологии при эндоскопических исследованиях и отсутствии выходящей за пределы нормы количества попадающей в пищевод кислоты, определяемой при мониторировании pH. В Римских критериях IV гиперсенситивный пищевод отнесён к «Расстройствам функции пищевода» и ему присвоен код А3.
При гиперсенситивном пищеводе неприятные ощущения у пациента возникают под воздействием слабокислых и некислых гастроэзофагеальных рефлюксов. Для установления такой связи используется pH-импедансометрия пищевода.
Так называемые «Римские критерии» описывают функциональные заболевания желудочно-кишечного тракта, ассоциированные с расстройством взаимодействия желудочно-кишечного тракта (ЖКТ) и центральной нервной системы.

## Эпидемиология
Согласно Римским критериям IV считается, что гиперсенситивный пищевод имеется у 36% пациентов, которым ранее был поставлен диагноз «неэрозивная рефлюксная болезнь».

## Этиология и патогенез
В патогенезе гиперсенситивного пищевода важное значение имеет висцеральная гиперчувствительность и нарушение целостности и повышение проницаемости слизистой оболочки пищевода с последующей сенситизацией глубже расположенных слоев стенки пищевода к поступающим химическим веществам и освобождением воспалительных цитокинов. В развитии гиперсенситивного пищевода играет роль нарушение восприятия и обработки поступающих сигналов в центральной нервной системе, при этом, однако, обязательным условием является триггерное участие эпизодов физиологических гастроэзофагеальных рефлюксов.

## Диагностические критерии

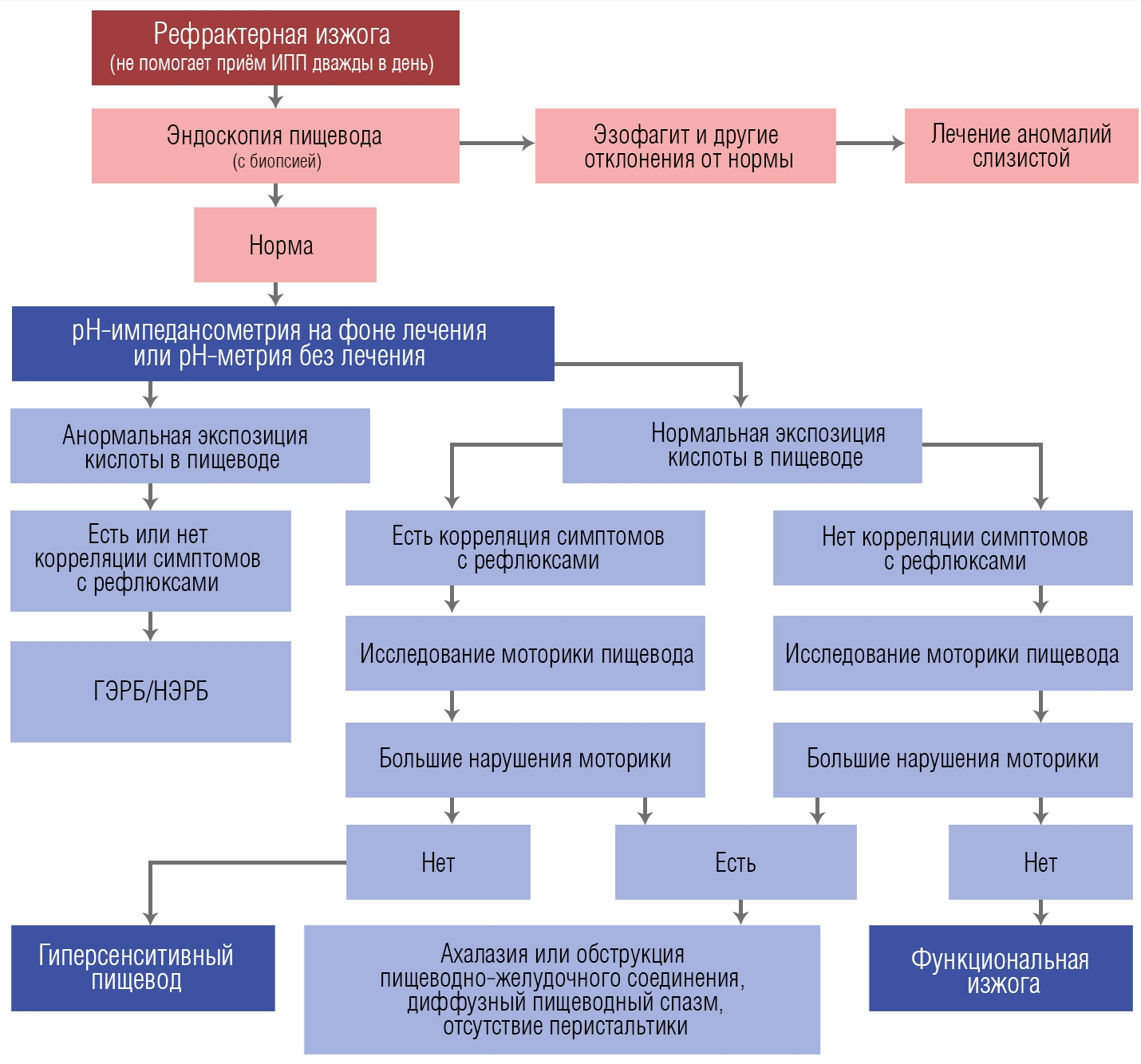
Алгоритм диагностики гиперсенситивного пищевода и функциональной изжоги у пациентов с рефрактерной изжогой (изжогой, которая не лечится ингибиторами протонной помпы в двойной терапевтической дозе)

Для установления диагноза «гиперсенситивный пищевод» необходимо, наличие следующего:
- изжога или боли в загрудинной области, которые отмечаются, по меньшей мере, 2 раза в неделю на протяжении последних 3 месяцев при их общей продолжительности не менее 6 месяцев.
- возникновение упомянутых выше симптомов с физиологическими кислыми или некислыми гастроэзофагеальными рефлюксами. фиксируемыми при проведении pH-метрии или pH-импедансометрии при нормальных показателях экспозиции кислоты в пищеводе
- нормальная эндоскопической картины слизистой оболочки пищевода и отсутствие структурных изменений слизистой пищевода, характерных для эозинофильного эзофагита[англ.] при гистологическое исследованиях
- отсутствие основных заболеваний пищевода, протекающих с нарушением его моторной функции, таких как ахалазия кардии, диффузный спазм пищевода, нарушения моторики по типу «отбойного молотка», гиперкинезия грудного отдела пищевода, гипокинезия и других

## Лечение
Важную роль при лечении больных с гиперсенситивным пищеводом играет заверение и убеждение, что у них нет опасного заболевания.
При гиперсенситивном пищеводе у пациентов с физиологическими кислыми гастроэзофагеальными рефлюксами могут быть эффективны ингибиторы протонной помпы. Однако при слабокислых и некислых рефлюксах применение этого класса препаратов обычно не приводит к улучшениям.
С учетом значения висцеральной гиперчувствительности и нарушений восприятия и обработки сигналов в центральной нервной системе препаратами, рекомендуемых для лечения гиперсенситивного пищевода, остаются трициклические антидепрессанты в небольших дозах и селективные ингибиторы обратного захвата серотонина.
В некоторых случаях помогает психотерапия.
Больным  с гиперсенситивным пищеводом необходимо избегать инвазивных вмешательств и особенно антирефлюксных операций.

## Фенотипы гиперсенситивного пищевода
Выделяют три фенотипа гиперсенситивного пищевода:
- простой гиперсенситивный пищевод (RH-pure);
- гиперсенситивный пищевод с руминацией (RH-RUM);
- гиперсенситивный пищевод с супрагастральной отрыжкой (RH-SGB).

Лечение больных с различными фенотипами гиперсенситивного пищевода различается. При простом гипесенситивном пищеводе рекомендуются ингибиторы протонной помпы и модуляторы восприятия боли, при гиперсенститивном пищеводе с руминацией — диафрагмальное дыхание, при гиперсенститивном пищеводе с супрагастральной отрыжкой — модуляторы восприятия боли и когнитивно-поведенческая терапия.

## Относится ли гиперсенситивный пищевод к функциональным заболеваниям?
Группа итальянских учёных-медиков считает, что отнесение такого расстройства, как «гиперсенситивный пищевод», к функциональным заболеваниям желудочно-кишечного тракта неправомерно, что правильнее его считать одним из вариантов гастроэзофагеальной рефлюксной болезни (ГЭРБ) и лечить аналогично ГЭРБ. Их аргументация основана на том, что предложенное в Римских критериях IV отсутствие ответа на терапию ингибиторами протонной помпы считать доказательством функциональной изжоги, по их мнению, противоречит целому ряду исследований, в которых показана клиническая значимость слабокислых гастроэзофагеальных рефлюксов и диагностическая полезность таких параметров импеданс-pH-метрии пищевода, как вероятность ассоциации симптомов, индекс симптомов, индекс перистальтических волн, вызванных глотками после рефлюксов и базовый уровень импеданса.

## Неустоявшаяся терминология
В настоящего время среди ведущих гастроэнтерологов, пишущих на русском языке, нет единого подхода в отношении наименования данного заболевания. В частности, встречаются следующие: «Гиперсенситивный пищевод», «Гиперчувствительный пищевод», «Гиперсенситивный рефлюксный синдром», «Рефлюксная гиперчувствительность», «Рефлюксная гиперсенситивность», «Гиперчувствительность пищевода к рефлюксу».